# Super 8 Classic
La Super 8 Classic, anteriorment coneguda com a Gran Premi Impanis-Van Petegem i Primus Classic Impanis-Van Petegem, és una competició ciclista d'un sol dia que es disputa a la Regió de Flandes. Creada el 2011, agafant el record de l'antic Gran Premi Raymond Impanis, formà part de l'UCI Europa Tour amb una categoria 1.2, el 2012 passà a categoria 1.1 i des del 2015 a 1.HC. El 2017 passà a anomenar-se Primus Classic i Super 8 Classic el 2023. El 2020 la cursa s'integrà al calendari de les UCI ProSeries, el segon nivell del ciclisme internacional, tot i que no es va disputar per culpa de la pandèmia de COVID-19.

## Palmarès

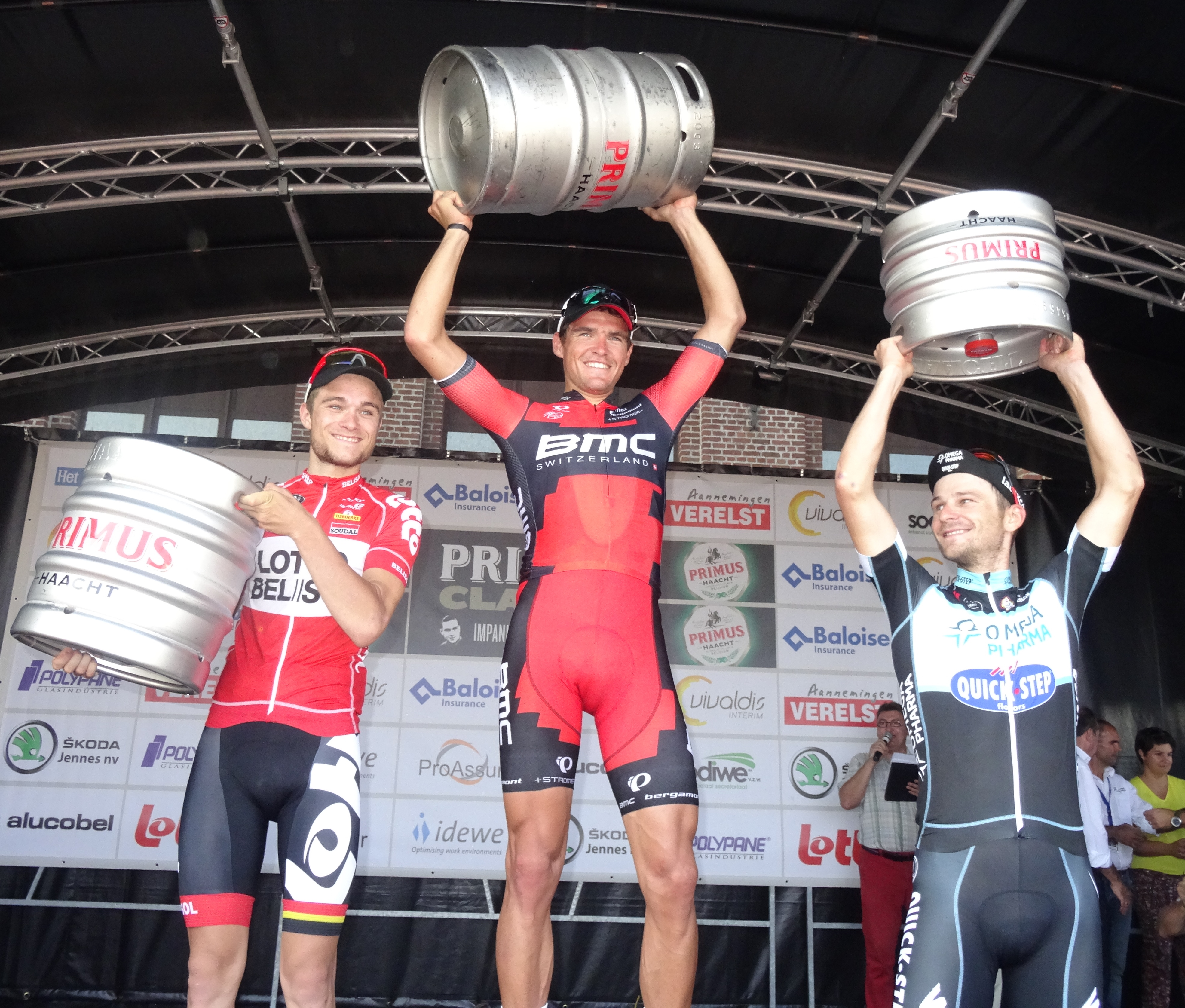
2014 : Tosh Van der Sande (2), Greg Van Avermaet (1) et Michał Gołaś (3).

| Any                            | Vencedor                | Segon               | Tercer                          |
| ------------------------------ | ----------------------- | ------------------- | ------------------------------- |
| Grand Prix Impanis-Van Petegem |                         |                     |                                 |
| 2011                           | Sander Cordeel          | Maarten Craeghs     | Kiril Pozdniakov                |
| 2012                           | André Greipel           | Kevyn Ista          | Kevin Peeters                   |
| 2013                           | Sep Vanmarcke           | Pieter Weening      | Jérôme Baugnies                 |
| 2014                           | Greg Van Avermaet       | Tosh Van der Sande  | Michał Gołaś                    |
| 2015                           | Sean De Bie             | Dimitri Claeys      | Floris Gerts                    |
| 2016                           | Fernando Gaviria Rendón | Timothy Dupont      | Maximiliano Richeze Araquistain |
| 2017                           | Matteo Trentin          | Jean-Pierre Drucker | André Greipel                   |
| Primus Classic                 |                         |                     |                                 |
| 2018                           | Taco van der Hoorn      | Huub Duyn           | Frederik Frison                 |
| 2019                           | Edward Theuns           | Pascal Ackermann    | Jasper De Buyst                 |
| 2021                           | Florian Sénéchal        | Tosh Van der Sande  | Jasper Stuyven                  |
| 2022                           | Jordi Meeus             | Arnaud Démare       | Max Kanter                      |
| Super 8 Classic                |                         |                     |                                 |
| 2023                           | Mathieu van der Poel    | Anthony Turgis      | Florian Vermeersch              |
| 2024                           | Filippo Baroncini       | Rick Pluimers       | Rui Oliveira                    |